# Eleutherodactylus guantanamera
Pour les articles homonymes, voir Guantanamera (homonymie).
Espèce
Statut de conservation UICN

 VU B1ab(iii) : Vulnérable
Eleutherodactylus guantanamera est une espèce d'amphibiens de la famille des Eleutherodactylidae.

## Répartition
Cette espèce est endémique de Cuba. Elle se rencontre dans les provinces de Holguín, de Santiago de Cuba et de Guantánamo de 60 à 1 150 m d'altitude.

## Description
Les mâles mesurent de 26,5 à 32,8 mm et les femelles de 32,1 à 37,3 mm.

## Étymologie
Cette espèce est nommée d'après la chanson Guantanamera en référence au lieu de sa découverte, la province de Guantánamo.

## Publication originale
- Hedges, Estrada & Thomas, 1992 : Three new species of Eleutherodactylus from eastern Cuba, with notes on vocalizations of other species (anura: leptodactylidae). Herpetological Monographs, vol. 6, p. 68-83 (texte intégral).